# Kvaternion
U matematici, kvaternioni su algebarsko proširenje kompleksnih brojeva. Za razliku od kompleksnih brojeva, kvaternioni imaju tri imaginarne jedinice, koje se označavaju s i, j i k i za koje vrijedi:
{\displaystyle \ i^{2}=j^{2}=k^{2}=ijk=-1}
Ova relacija je definicija imaginarnih jedinica kvaterniona.
Za razliku od kompleksnih i realnih brojeva, množenje kvaterniona nije komutativno i vrijedi:
{\displaystyle \ ij=-ji=k}
{\displaystyle \ jk=-kj=i}
{\displaystyle \ ki=-ik=j}
Skup kvaterniona se označava sa {\displaystyle \mathbb {H} } u čast irskom matematičaru Williamu Rowanu Hamiltonu, koji ih je prvi formulirao.

## Definicija
U trodimenzionalnom prostoru, jedinični vektori triju dimenzija zapisuju se pomoću kvaterniona.
Kvaternion {\displaystyle q=a+b\,\mathbf {i} +c\,\mathbf {j} +d\,\mathbf {k} }, sastoji se od skalarnog dijela a i vektorskog dijela (kvaternion {\displaystyle b\,\mathbf {i} +c\,\mathbf {j} +d\,\mathbf {k} }).

### Prostorne matematičke operacije

#### Konjugacija
Konjugacija je involucijska inverzna operacija, gdje operacija konugacije izvedena dvaput uzastopno vraća izvorni element. Za original {\displaystyle q=a+b\,\mathbf {i} +c\,\mathbf {j} +d\,\mathbf {k} }, konjugat q* znosi {\displaystyle q^{*}=a-b\,\mathbf {i} -c\,\mathbf {j} -d\,\mathbf {k} }. Konjugat se također može izraziti matematičkim operacijama zbrajanja i množenja, što nije slučaj s kompleksnim brojevima:
{\displaystyle q^{*}=-{\frac {1}{2}}(q+\,\mathbf {i} \,q\,\mathbf {i} +\,\mathbf {j} \,q\,\mathbf {j} +\,\mathbf {k} \,q\,\mathbf {k} )~.}
Operacija konjugacije može se koristiti za dobivanje skalarnog i vektorskog dijela kvaterniona. Skalarni dio dobiva se formulom {\displaystyle {\frac {1}{2}}(p+p^{*})} dok je vektorski dio jednak {\displaystyle {\frac {1}{2}}(p-p^{*})}. 

#### Modul ili norma
Kvadratni korijen umnoška kvaterniona i njegovog konjugata naziva se modulom ili normom kvaterniona. Modul predstavlja duljinu kvaterniona u prostoru:
{\displaystyle \|q\|={\sqrt {qq^{*}}}={\sqrt {q^{*}q}}={\sqrt {a^{2}+b^{2}+c^{2}+d^{2}}}}

#### Jedinični kvaternion
Jedinični kvaternion je kvaternion kojemu je modul jednak 1. Operacija podjele kvaterniona i njegovog modula uvijek će dati jedinični kvaternion, još zvan i verzorom tog kvaterniona:
{\displaystyle U_{q}={\frac {q}{\|q\|}}}
Polarne koordinate kvaterniona moguće je zapisati kao umnožak modula (duljine) i jediničnog kvaterniona: {\displaystyle q=\|q\|\cdot U_{q}}.
Recipročni kvaternion moguće je opisati kao količnik konjugata i norme: 
{\displaystyle q^{-1}={\frac {q^{*}}{\|q\|}}}